# Moukoukoulou kraftverk
Moukoukoulou kraftverk är ett vattenkraftverk i Kongo-Brazzaville längs floden Bouenza. Det ligger i departementet Bouenza, i den sydvästra delen av landet, 170 km väster om huvudstaden Brazzaville. Moukoukoulou kraftverk ligger 374 meter över havet. Det har en fallhöjd på 68 meter och en totaleffekt på 74 MW fördelat på fyra turbiner. Det byggdes 1974–1979 med kinesisk hjälp och renoverades 2007 efter inbördeskriget.